# ロックマンシリーズ
ロックマンシリーズ（Rockman series / 英: Mega Man series）は、カプコンから発売しているアクションゲームのシリーズ作品。長期に渡り続く中で、数多くのシリーズが派生・誕生しており（#派生シリーズを参照）、それらも含んだ全シリーズの総称としても使われる。派生シリーズを含まない場合は、区別のため「ファースト」「クラシック」「無印」「初代」「本家」「元祖」などを頭につける場合がある。
本作の全世界シリーズ累計出荷本数は4300万本を突破している。
本項では派生シリーズを含まない、いわゆる「ファースト」のシリーズを中心に解説する。各派生シリーズの詳細については、それぞれの該当項目を参照。

## システム

### 基本システム
ジャンプやショットなどの動作を駆使してステージを攻略していく、サイドビューの2Dスクロールアクションゲームである。左右方向は任意スクロール、上下方向は切り替えスクロールを適用。また、左右方向でもステージの要所（シャッターで区切られた箇所など）では切り替えスクロールを用いる。
ロックマンは、ライフエネルギーと武器エネルギーの2種類のゲージを持ち、初期装備であり武器エネルギーを消費しない「ロックバスター」と、武器エネルギーを消費するが様々な個性にあふれた「特殊武器」（次項を参照）で攻撃を行う。
ダメージなどでロックマンのライフエネルギーが0になるとミスとなり、残機を1つ消費して少し戻った場所から再スタートする（いわゆる戻り復活）。なお、落とし穴や針型のトラップなど、ライフエネルギーと無関係に即ミスとなる仕掛けもステージの随所に存在する。また、ボスキャラクターとの戦いでは、ロックマンと同様にボスのライフエネルギーゲージが表示される。
残機が0の場合に（1ではない）ミスをするとゲームオーバーとなり、同じステージを最初から再挑戦するか、ステージが選択可能な時（次項参照）は、ステージを選び直すかを選択する。この選択は無制限に行うことが可能で、プレイヤーが望む限り、何回ゲームオーバーになっても即座に挑戦し直すことができる。

### ステージ・特殊武器
ステージは、自由な順序で選択・攻略することができるものと、一定順序で攻略していくものの2種類がある。選択ステージのボスには、使う能力を記号化した外見と名称を持つ、とても個性の強いロボットたちが作品毎に登場し、倒すとその能力にちなんだ「特殊武器」を手に入れることができる。
特殊武器には、その武器ごとに、使用することで消費する「武器エネルギー」が存在し、エネルギーが尽きるとその武器を使用することはできない。消費量は武器によって千差万別である。またアイテムの入手など、武器エネルギーを回復できる手段もいくつか存在する。
さらに大抵のボスキャラクターは、ある特定の特殊武器で大ダメージを受けるように設定されており、ステージの選択順序など、ゲームを攻略する上で影響を及ぼす。
この個性的な選択ステージのボスと特殊武器は、本シリーズの特徴の1つとなっており、本シリーズで“ボスキャラクター”といえば、選択ステージのそれに限定した意味も持つ。本項および各シリーズ作品の記事でも、特に断りなくその意味で使用されている場合がある。
なお、特殊武器はボスキャラクターの能力にちなんだもの以外のものも入手できる場合がある。それらはロックマンの移動をサポートしたりといった、ボスの能力とはまた違った特徴を持っている。

#### ボスキャラ募集
第2作目『ロックマン2』からは、ボスキャラクターのデザインのアイディアを一般から公募する企画「ボスキャラ募集」が行われるようになった。アイディアが入選し、ゲームに採用された応募者には「ワイリー賞」が、佳作の応募者には「ライト賞」が贈呈され、これは『ロックマン8』まで伝統的に続いた。『ロックマン8』では、大まかな骨組みのみ完成されていたものに肉付けするようなかたちでの募集も、それまでの募集と併せて行われた。
ワイリー賞の賞品にはタイトルごとに様々なものが贈られており、判明しているものでは「オリジナルスタッフジャンパー」「採用ボスキャラクターが描かれた掛け時計」などがある。『ロックマン4』では、ゲーム内容は製品版と同一だがカートリッジが金色の「ロックマン4 ゴールドカートリッジ」が受賞者に贈られている。この賞品は8本しか存在しない。

## シリーズ一覧
（）内に、初出のプラットフォームを併記する。

"Mega Man"のロゴ

また、北米などでは "Mega Man"、台湾などでは「洛克人（拼音：Luòkèrén）」という名称で作品がリリースされ、それぞれカプコンのライセンス許諾のもと、独自の作品も作成されている。それらは日本語のタイトルが存在しないため、原題をそのまま表記する。
| 1987 | ロックマン          |
| 1988 | ロックマン2         |
| 1989 |                     |
| 1990 | ロックマン3         |
| 1991 | ロックマン4         |
| 1992 | ロックマン5         |
| 1993 | ロックマン6         |
| 1994 |                     |
| 1995 | ロックマン7         |
| 1996 | ロックマン8         |
| 1997 |                     |
| 1998 | ロックマン&フォルテ |
| 1999 |                     |
| 2000 |                     |
| 2001 |                     |
| 2002 |                     |
| 2003 |                     |
| 2004 |                     |
| 2005 |                     |
| 2006 |                     |
| 2007 |                     |
| 2008 | ロックマン9         |
| 2009 |                     |
| 2010 | ロックマン10        |
| 2011 |                     |
| 2012 |                     |
| 2013 |                     |
| 2014 |                     |
| 2015 |                     |
| 2016 |                     |
| 2017 |                     |
| 2018 | ロックマン11        |

### ナンバリング作品
- ロックマン（FC）
- ロックマン2 Dr.ワイリーの謎（FC）
- ロックマン3 Dr.ワイリーの最期!?（FC）
- ロックマン4 新たなる野望!!（FC）
- ロックマン5 ブルースの罠!?（FC）
- ロックマン6 史上最大の戦い!!（FC）
- ロックマン7 宿命の対決!（SFC）
- ロックマン8 メタルヒーローズ（PS・SS）
- ロックマン9 野望の復活!!（Wiiウェア・PSN・XBLA）
- ロックマン10 宇宙からの脅威!!（Wiiウェア・PSN・XBLA)
- ロックマン11 運命の歯車!!（Switch・PS4・Xbox ONE・Steam）[2][3][4]

### ゲームボーイ作品
ゲームボーイで展開した作品群。5作目を除き、ナンバリング作品の隣接した2作（例えば『ロックマンワールド』は『ロックマン』と『ロックマン2』）からボスキャラクターとそのステージを選出して構成されている。ナンバリング作品と比べ以下の相違点が見られる。
1. 各ゲージが画面下に横向きで、残り人数と共に表示される。
2. 選択可能なボスのステージが、前半4つ・後半4つに分かれている。3作目以降はその間にもステージが挿入される。
3. 4作目までは選択可能なボスのステージをすべて攻略後、オリジナルのボスが登場する。
4. ジャンプ中や落下中には慣性がつくようになっており、この時は十字キーを放してもすぐには垂直落下にならない（『ワールド2』は除く）。
5. ステージセレクト画面はボスのグラフィックのみで名前は表示されていない。またステージ開始やミスからの再スタート時の"READY"の表示がない。
6. 時代設定が200X+α年（ナンバリング作品では20XX年、または200X年）となっている。

なお、「（ロックマン）ワールドシリーズ」と呼ばれることもあるが、派生シリーズ作品とは異なりキャラクターや世界観は初代シリーズと同一の作品群である。本項および関連項目では派生シリーズなどとの混同を避けるため、「ゲームボーイ作品」の呼称で統一する。
- ロックマンワールド（GB）
- ロックマンワールド2（GB）
- ロックマンワールド3（GB）
- ロックマンワールド4（GB）
- ロックマンワールド5（GB）

### 番外作品
- ロックマン&フォルテ（SFC）
- ロックマン&フォルテ 未来からの挑戦者（WS） - 日本のみの発売。
- ロックマンロックマン（PSP）
- Mega Man (DOS)（PC） - 北米で製作、日本未発売。
- Mega Man III (DOS)（PC） - 北米で製作、日本未発売。
- Mega Man (ゲームギア)（GG） - 北米で製作、日本未発売。
- Street Fighter X Mega Man（PC） - 北米で製作、全世界に無料配信。
- ロックマン レッドブル・クラッシュドアイスの戦い!!（スマートフォン） - レッドブル・ジャパンとのコラボによるブラウザゲーム[9]。
- ROCKMAN 20XX ～戦え！TEAM SHACHI～（スマートフォン） - TEAM SHACHIとのコラボによるブラウザゲーム。
- ロックマンBIG 史上最デカの戦い!?（スマートフォン） - アサヒ飲料「ドデカミンBIG」とのコラボキャンペーンによるブラウザゲーム。

### アーケード作品
アーケードゲームとして登場した作品群。1990年代に稼働したビデオゲーム2作と、2020年に稼働したVRアトラクションとがある。
- ロックマン・ザ・パワーバトル（AC）
- ロックマン2・ザ・パワーファイターズ（AC）
- ロックマンVR 狙われたバーチャルワールド!!（VRアトラクション） - プラサカプコン池袋店にて2020年7月18日より営業開始[10]。

前者はナンバリング作品などと同様の2Dアクションゲーム（ステージ選択や特殊武器のシステムも存在）だが、いわゆる「ステージ」の部分がなく、ボス戦のみとなっているのが特徴。また、それらのボスは『ロックマン』〜『ロックマン7』のボスキャラクターから選出されて登場する。詳細は該当項目を参照。

### アクション以外の作品
シリーズに登場するキャラクターを活かした、アクション以外のゲーム作品も存在する。
- ワイリー&ライトのロックボード ザッツ☆パラダイス（FC） - 日本のみの発売。
- ロックマンズサッカー（SFC）
- ロックマン バトル&チェイス（PS）
- スーパーアドベンチャーロックマン（PS・SS） - 日本のみの発売。
- 洛克人大戰（PC） - 台湾で製作、日本未発売。
- 洛克人の黄金帝國（PC） - 台湾で製作、日本未発売。
- メイクロックマン 史上最大のプログラミング（PC）

このほか、カプコンの配信していた携帯アプリのミニゲームで、ロックマンのキャラクターが登場するものが制作された。
- 直感!ロックマン
- 跳べ!ロックマン
- ロックマン ダイバー
- ロックマン ザ パズルバトル
- ロックマンのドット絵ロジック
- ロックマン バグスイーパー
- ロックマン パニックファイア
- ロックマン ポーカー
- ロックマン ソリティア
- ロックマン ピンボール
- ロックマン スロット
- ロックマンテニス
- ロックマンGP
- ロックマン スペースレスキュー[注 7]

### コレクション
- ロックマンメガワールド（MD） - ナンバリング作品『1』〜『3』のアレンジ移植＋オリジナルタイトル収録。
- Mega Man Anniversary Collection（PS2・GC） - 北米で製作、日本未発売。ナンバリング作品『1』〜『8』[注 8]と、アーケード作品2作を収録。
- ロックマン クラシックス コレクション（3DS・PS4・Xbox ONE・Steam・Switch）[11] - ナンバリング作品『1』〜『6』を収録。
- ロックマン クラシックス コレクション2（PS4・Xbox ONE・Steam・Switch） - ナンバリング作品『7』〜『10』を収録。
- ロックマン バトル&ファイターズ（NGP） - アーケード作品2作のアレンジ移植。
- ロックマン パワーバトルファイターズ（PS2） - アーケード作品2作を収録。

### 開発中止作品
- Mega Man Mania - 北米で開発が発表されていた、ゲームボーイ作品5作を収録したコレクション。
- メガマン ユニバース（Xbox 360） - 日本国外版のロックマンの名称である「メガマン」を、ロックマンとは別個のキャラクターとして主人公に据えたアクションゲーム。
- ロックマンオンライン - 2010年3月期業績の発表に合わせてカプコンが開示した事業戦略の中で、韓国のNeoWiz Games社と共同で開発中であることを発表したタイトル[12]。2012年から開発中止の噂が囁かれており、翌2013年には韓国ウェブサイトの『This Is Game』より本作の開発が正式にキャンセルとなったことが報じられた[13]。

## 登場キャラクター
彼らの名前の多くは、音楽に関する用語に因んでいる。日本国外版では一部のキャラクターが改称されている。
以下ではゲーム内の設定を記す。漫画・アニメなど他メディア独自の設定については各作品の項目を参照。

### ロボット
DRN.001 ロックマン（Rockman）
声 - 椎名へきる（CDドラマ、『パワーバトル』他） / 折笠愛（『8』、『スーパーアドベンチャー』他） / 藤野かほる（VS.シリーズ） / 小椋美輝（『ガンスパイク』） / 小林由美子（『ロックマンロックマン』） / 福原綾香（『11』、『X DiVE』）
身長：132センチメートル / 体重：105キログラム / 年齢：人間の年齢にして10歳前後 / エネルギー：太陽エネルギー / 材質：ライト・セラミカルチタン合金 / パワー：最大出力1500ps/ 1200rpm 最大トルク220kg m/8500rpm
長所:正義感が強い / 短所:そそっかしい / 好き:動物 / 嫌い:平和を乱す者
シリーズの主人公。スーツのカラーは青と水色。元はライト博士に作られた家庭用お手伝い人型ロボットの「ロック（Rock）」だったが、平和を守るために自ら志願して戦闘用に改造された。改造後も、任意に「ロック」「ロックマン」の形態変化が可能。
頭には、超小型電子頭脳(マイクロプロセッサ)で体にはEPROMと基板、超小型R.S.動力炉（ライトソーラーパワーパイル）を内蔵。頭から太陽エネルギーを取り入れ、動力源とする。関節は磁力関節。耳にはキャッチ用の3つの穴が空いている。足のサスペンションと空気圧力ポンプにより、ジャンプ調整やスライディングが可能。腕は、戦闘時に拳が収納されて銃口が飛び出し、太陽エネルギーを圧縮した弾「ソーラーブリット」を放つ武器「ロックバスター」に変形する。その所要時間はわずか1/1000秒(1ミリ秒)。両腕ともバスターに変形可能だが、エネルギーが強力なため、片方ずつしか撃てない。『スーパーアドベンチャー』ではラ・ムーンを破壊するために無理に両腕をバスターにして放った結果、エネルギーを使い果たしてしまい、仲間がエネルギーを分け与えることでなんとか一命を取り留めた（『大乱闘スマッシュブラザーズ for Nintendo 3DS/Wii U』はカスタム必殺技に歴代のボスの能力が使われている。大乱闘スマッシュブラザーズ SPECIAL』においてはスパークショックとフレイムブラスト使用時に両腕を同時にバスターに変形しているが、オーバーヒートするため、使用後に廃熱処理を施している）。後にエネルギー増幅器が装備され、太陽エネルギーーを凝縮したチャージショットの使用が可能になった。ロックバスターの武器可変システムにより、倒したボスの武器チップをロックバスターに組み込むことで、様々な武装を使用できるようになる。特殊武器を切り替えるとロックマンの色が変わるが、これはボディのコーティング素子がプリズム状になっており、特殊武器装備時にR.S.動力炉から発生する特殊な波長がその屈折率を変えるためである。
名前の由来は音楽のロックンロール。
日本国外版での名前は「メガマン（Mega Man）」。変更の経緯については当時のカプコンのアメリカ法人で業務担当執行役員（シニア・バイス・プレジデント）を務めていた「ジョゼフ・モリシ（Joseph Morici）」はこの名称が気に入らず、「最悪の名称だ」と評したことから「メガマン」への変更が行われたということが1993年のゲーム雑誌のインタビューにて明かされている。
『ロックマンXシリーズ』と『ロックマンゼロシリーズ』ではロックマンの後継機としてエックスが登場する。

DRN.002 ロール（Roll）
声 - 平松晶子（ドラマCD『ロックマン危機一髪』） / 椎名へきる（『パワーファイターズ』） / 小西寛子（『8』、『バトル&チェイス』） / 吉田小南美（『スーパーアドベンチャー』） / 藤野かほる（VS.シリーズ） / 二宮圭美（『ロックマンロックマン』、『X DiVE』） / 五十嵐裕美（『タツノコ VS. CAPCOM』） / こおろぎさとみ（OVA『ロックマン 星に願いを』） / 井口裕香（『11』）
長所:面倒見が良い / 短所:怖がり / 好き:お掃除、お料理 / 嫌い:ゴキブリ
ロックマンの妹的な存在にあたる家庭用の女の子型お手伝いロボット。ワンピースのカラーは赤。家事全般が得意。心優しく、夢は病院を建てて人々を救うこと。しっかり者で、細かいところまで気がつく。
ゲーム内での登場は『1』からだが、エンディングの一場面にドット絵の登場のみで、目立った存在ではなく、その登場頻度は『6』まで大差がなかったが、『7』では、オープニングデモで現場に向かうロックマンを心配して付いていったり、特殊武器を入手した際に挿入されるデモシーンでランダムに登場したりと、着々とプレイヤーの眼に触れる場面を増やした。『7』の特殊武器入手シーンではロックの入手した特殊武器について何かとマイペースなコメントを返し、やや毒舌になっている。
『8』では服装が一変し、容姿も大人びた。この変化はキャラクター認知の度合いに影響し、『MARVEL VS. CAPCOM』への参加も相まって、旧コスチュームである赤いワンピースのロールから独立した存在感を得るほどとなった。『8』ではライトットに代わってアイテム開発も担当している。
『9』、『10』では『7』以前の服装に戻ったが、『9』ではコスチュームを購入することで『8』の服装にも変更可能。『9』ではライト研究所で頻繁に登場するが、『10』ではロボットエンザに感染し倒れており、ほとんど出番はない。
『11』ではノースリーブのワンピースから半袖のワンピースに変更されている。
携帯アプリ版『ロックマン』では隠しキャラクターとしてプレイヤーが操作できる。基本性能はロックマンとほぼ同じだがロールバスターの威力が若干低く、特殊武器やマグネットビームを使用することができない。代わりにチャージショットが可能で威力は高いが使い勝手に癖があり、全体的に上級者向けのキャラクターとなっている。
『ロックマンロックマン』でもプレイヤーキャラクターとして活躍。
テーマ曲として「風よ伝えて」（「KAZEよ伝えて」と表記されることも）があり、『バトル&チェイス』に始まり、プレイステーション移植版『6』や携帯アプリ版、ロックマンシリーズ以外でも『MARVEL VS. CAPCOM』や『タツノコ VS. CAPCOM』などに採用されている。VS.シリーズの2作品においては唯一のボーカル付きの曲でもある。
ロック（ロックマン）と同様、名前の由来は音楽のロックンロール。

DRN.000 ブルース（Blues）
声 - 山野井仁（『パワーバトル』他） / 置鮎龍太郎（『8』、『スーパーアドベンチャー』他） / 佐々木大輔（『ロックマンロックマン』、『X DiVE』） / 高乃麗（『ロックマン 星に願いを』）
長所:口笛が得意 / 短所:連絡がつかない / 好き:一人旅 / 嫌い:インタビュー
ライト博士が初めて作った戦闘用人型ロボットの試作型。ヘルメットや手足のカラーは赤、スーツは灰色、マフラーは黄色。ロックマンはそのことを知らない。完成して間もなく動力炉に欠陥があることが判明したために手術をされることになるが、それを目前に人格を変えられるという思い込みから、行方をくらます。そして機能停止直前にワイリーに発見され、改造される。ワイリーによって改造された際に動力炉が太陽エネルギー（ライト博士製）から原子力エネルギーに造り変えられたため、戦闘において短時間しかパワーを発揮できなくなった。バイザーを着用しているのは、ライト博士に正体がバレないようにと付け加えられたものらしい。
孤独を愛し、自らの信念に基づいて行動する。また、ロックマンたちの前に姿を表す際には口笛を吹いて存在をアピールする。ロックバスターの先行機ゆえに似た性能を持つ「ブルースバスター」と、楕円状の盾「ブルースシールド」が武器。ブルースバスターは常時装備で、ロックマンのように腕の形に変形できない（ただし、右腕がバスターではなく普通の腕になっていることも作中ムービー・作中ドット・ゲーム外の公式イラスト問わず多々ある）。また盾を使用しているのは、防御力が低いためであり、実際にプレイヤーキャラクターとして操作する際は受けるダメージがロックマンより大きい。
ブルースバスターはチャージすると、より強力な「ブルースストライク」になる（『ロックマンロックマン』では初弾からブルースストライクを放つ。チャージ不可）。また、エネルギーを限界までチャージすることで「ビッグバンストライク」が撃てる。『ロックマン&フォルテ』のみの登場。
『パワーファイターズ』のエンディングではライトと再会。ライトから「動力炉を直してあげよう」「一緒に暮らそう」と要求を受けるが、笑顔で断りライトの制止を振り切ってその場を去ってしまう。
『ロックマン7』では要所でアドバイスをしたり、条件を満たすと『3』のようにロックマンの成長を試す戦いを挑んでくる。
『ロックマンワールド4』・『5』では、遭遇するとアイテムを渡してくれる。
FC版『ロックマン3』のTVCMおよび説明書にヘルメットを外した姿が登場しており、ロック同様髪もあることが描かれている。また、鼻の上まで隠すバイザー（サングラスに近い）の下の素顔は、いまだ明かされていない。『ロックマン3』では青髪でロックと似た髪型だったが、『ロックマンクラシックスコレクション2』の『ロックマン8』のミュージアムではリーゼントに近い茶髪になっている。また、バイザー付きのヘルメットの下に別のバイザーを着けている。
これまでプレイヤーキャラクターとして使えるのは番外編の作品ばかりだったが、『ロックマン9 野望の復活!!』で追加コンテンツを購入することで本編の作品で初めてのプレイヤーキャラクターとして使えるようになったが、追加コンテンツは本編とは別のゲームモードの扱いなので固有のシナリオはない。『ロックマン10 宇宙からの脅威!!』では引き続きプレイヤーキャラクターとして使え、『9』と違い、最初から本編で使えるようになり、固有のシナリオも用意されるようになった。
名前の由来は音楽のブルース。
日本国外版での名前は「プロトマン（Proto Man）」。

ライトット（Rightot）
声 - 二又一成（『8』） / 檜山修之（『バトル&チェイス』） / 飛田展男（『11』）
長所:用意がいい / 短所:暑苦しい / 好き:なぞなぞ / 嫌い:勉強
『7』から登場するライトのお手伝いロボット。ライトの一番弟子を名乗る製作者不明のロボット。開発や整備など、メカに関連する腕は確かだが、たまに大ボケをかます。特殊武器入手シーンで登場した際も毎度のようにボケをかまし、ロックマンにツッコミを入れられている。話すときは語尾に「- ダス」が付く。ライトットンハーフトラックを乗りこなす。
ゲーム中、『7』『ロックマン&フォルテ』『9』『10』ではネジとサポートアイテムを交換する役割だったが、『8』ではそれと共にラッシュジェットによる飛行時のサポートキャラクターとして登場し、バズーカを用いて敵を攻撃する。
なお、PS/SS版『ロックマンX3』のエレキテル・ナマズロス登場デモムービーにて、コタツに入りテレビを見ている彼の姿を確認できる。
日本国外版での名前は「オート（Auto）」。

フォルテ（Forte）
声 - 戸部公爾（『パワーバトル』、『パワーファイターズ』） / 檜山修之（『8』、『バトル&チェイス』、他） / 根本圭子（『X DiVE』）
長所:負けず嫌い / 短所:見栄っ張り / 好き:最強伝説 / 嫌い:自分より強い者
Dr.ワイリーによって、ロックマンの設計図をもとにして作られた戦闘用ロボット。ロックマン最大のライバル。ロックマンに勝利して自らが最強のロボットであることを示すため、彼を付け狙っているが、ワイリーの卑怯なやり方も快く思っておらず、命令に逆らうことも多い。スーツのカラーは黒と金色。武器は「フォルテバスター」。
初期ではロックバスターと同じように通常の弾やチャージショット（「フォルテブラスト」と称される）も可能だったが、『ロックマン&フォルテ』ではバスターのエネルギーチャージ機能はオミット、代わりとして真下を除く7方向に撃ち分けられるバスターのオート連射機能がインプットされた。ダッシュ（体勢はさほど低くならないので頭上をかすめる弾はかわせない。ただし動作中にジャンプでき、通常のジャンプより遠くへ飛べるようになる）や2段ジャンプも可能。ワイリーが偶然発明した「フォルテニウム」という世界最強のエネルギーを組み込まれている。
また、ダッシュや2段ジャンプといった、フォルテを作った際の技術がXシリーズのゼロにも繋がっている。
『ロックマン9』では、エンディング画面にフォルテの映像が登場しているが、キャラクターそのものは登場していない。
『ロックマン10』においては、追加コンテンツをダウンロードすることでプレイヤーキャラクターとして使用可能だが、2段ジャンプはできなくなっている。
日本国外版での名前は「ベース（Bass）」。
名前の由来は音楽のフォルテ。

デューオ（Duo）
声 - 長嶝高士（『パワーファイターズ』） / 小杉十郎太（『8』、『バトル&チェイス』）
長所:正義の心 / 短所:任務で忙しい / 好き:宇宙の平和 / 嫌い:悪者
悪のエネルギーを追って地球に飛来したロボット。本格的に活躍するのは『8』だが、それに先駆けて、アーケード版『パワーファイターズ』で、断片的な設定のみ明かして初登場している。また、『バトル&チェイス』では隠しキャラクターとしても登場するが、初期販売版では応募者抽選プレゼントのメモリーカードのデータでないと使用不可だが、BEST版では標準使用可能。
名前の由来はフォークデュオから。

### サポートロボット
ラッシュ（Rush）
声 - 高乃麗（CDドラマ） / 置鮎龍太郎（『8』） / 高木渉（『ロックマン 星に願いを』） / 小西克幸（『11』）
長所:人懐っこい / 短所:変な物を掘り出す / 好き:ロックと遊ぶこと / 嫌い:改造手術
ロックマンの犬型サポートロボット。『ロックマン3』から登場。『ロックマン2』に登場したアイテム1-3号が開発のもととなった。メディアによって言語を話す場合と、吼え声しか発さない場合がある。
様々な機能・形態でロックマンをサポートしてきた割には、改造されることを嫌う。ロックマンの位置がわかるセンサーを取り付けられており、どこにいても駆けつけることが可能。
代表的な「ラッシュコイル」や「ラッシュジェット」の機能はほぼ使われており、『6』と『7』では条件を満たすとロックマンをパワーアップするためのパーツに変形してロックマンと合体することがあった。ロックマンの初期装備では、ラッシュコイルが標準装備となる（ワールドシリーズなどは除く）。
- 当初の名前はフレンダーだったが、『2』に同名の敵キャラクターがいたため、他の有名な犬としてパトラッシュから取られた。

エディー（Eddie）
声 - 小西寛子（『8』） / 鈴木勝美（『ロックマン 星に願いを』）
長所:物持ちが良い / 短所:整理整頓が下手 / 好き:福引き / 嫌い:無駄遣い
アイテム運搬用ロボット。『ロックマン4』から登場。赤い箱に足が生えた姿をしている。(大乱闘スマッシュブラザーズfor)の、ロックマンの上必殺技として出ている
ラッシュ同様、ロックマンの位置がわかるセンサーが取り付けられている。アイテムキャリー役としてステージの各所で登場しロックマンをサポートするが、開発途中で出撃したため、アイテムを選択する機能を持たせられなかったので、持ってくるアイテムはランダム。エディーが登場する画面上にハシゴがある場合、出たアイテムを取得せずにハシゴを戻り画面を切り替えることで再度エディーが登場するので、出るアイテムを変更することができる。
『7』では、ビッグエディーにてライトットの助手を務めている。『8』では、ロックマンの戦闘サポートで活躍。体内から爆弾を出して敵に攻撃。
『ロックマン&フォルテ』、『9』、『10』では、アイテムのエディーコールを使う際に活躍し、同様な役割でアイテムを5つ持ってくる（ただし、『ロックマン&フォルテ』ではサポートメカ扱い）。
- 『ロックマン』企画当初にもライフエネルギーや武器エネルギーを持って来てくれるキャラとしてアン・マンもしくはニック・マンというキャラとして構想があったが、のちに稲船敬二は「『2』のころに考えてたサポートキャラ」として、持ってくるアイテムがランダムであることも「何が出るか分からない、宝くじやビックリ箱的な扱いにして、ガッカリしたり、喜んだりしてもらいたいなと（笑）」と答えている。

ビート（Beat）
声 - 吉田小南美（『スーパーアドベンチャー』）
長所:スピードとパワー / 短所:放浪癖がある / 好き:空を飛ぶこと / 嫌い:重い物
コサック博士が開発した、鳥型攻撃支援ロボット。『ロックマン5』から登場。
コサック博士がロックマンをサポートするという意味合いで登場したが、『5』では各ステージにあるプレートを手に入れるなど、使用には条件を満たす必要がある場合もある。『5』、『6』、『8』では敵を追尾して攻撃を行う。
『スーパーアドベンチャーロックマン』では、ロックマンと共に行動して様々なサポートで活躍している。
『ロックマン＆フォルテ』では武器エネルギーを体力の代わりとしてダメージ消費するバリアを運んでくる。
『7』、『9』、『10』、『11』では、アイテムのビートコールを持つことで地面のない穴に落ちても救出する活躍を勤める。ただし、ロックマンを長時間持ち上げるのは苦手。

タンゴ（Tango）
長所:丸い性格 / 短所:気分屋 / 好き:鰹節 / 嫌い:落とし穴
猫型攻撃支援ロボット。体を丸めて体当たりする。ビートと違い地上戦が特徴なため、穴に落ちると呼び直す必要がある。
『ロックマンワールド5』で初登場、『ロックマン&フォルテ 未来からの挑戦者』にも登場する。
また、『10』にてブルースがショップへ行くとライトットと共に店番をしている。
名前の由来は、音楽のタンゴ。

ゴスペル（Gospel）
長所:野生の勘 / 短所:噛み癖 / 好き:女の子 / 嫌い:ラッシュ、タンゴ
フォルテの狼型サポートロボット。ラッシュをモデルに製作され、フォルテがライトの基地から奪ったロックマンとラッシュのパワーアップ設計図によりフォルテとの合体も可能となった。「ワイリーナンバーズ」以上の戦闘能力を持つと言われる。
日本国外版での名前は「トレブル（Treble）」。

レゲー / レゲエ（Reggae）
声 - 愛河里花子（CDドラマ）
Dr.ワイリーが孤独を紛らすために作った烏型サポートロボット。かなりやかましい。『ワイリー&ライトのロックボード〜ザッツ・パラダイス〜』で初登場したキャラクターで、主要作品では『7』のパスワード画面（エラーした場合）や『10』の追加コンテンツによって操作できるフォルテでショップに向かった場合に登場する。『ロックマン&フォルテ 未来からの挑戦者』にも登場し、エディと同じくアイテムを運んでくる。

### 人間
Dr.ライト（Dr. Right）
声 - 神山卓三（CDドラマ） / 石森達幸（『パワーファイターズ』） / 飯塚昭三（『8』、『バトル&チェイス』、『スーパーアドベンチャー』） / 麻生智久（『ロックマンロックマン』） / 中博史（『ロックマン 星に願いを』、『ロックマン 未来が危ない』） / 飛田展男（『11』）
長所:お人好し / 短所:騙されやすい / 好き:インターネット / 嫌い:暴力
本名は「トーマス・ライト（Thomas Right）」。アメリカ出身・在住。ローバート工科大学工学部電子工学科を首席で卒業。以後、人類の平和利用のためのロボット研究に力を注ぎ、ロボット工学の第一人者となる。ノーブル物理学賞、LIT (Lobert Institute of Technology) マニュアルデザインコンテスト5年連続優勝、世界技術大賞金賞などを受賞。家庭用コンピューターゲーム趣味。音楽好きだが、歌声はロールが「クラッシュノイズ（破壊音波の特殊武器）」の説明を聞いて例えに出すほどである。
日本国外では、「Dr. Light」と表記される。
晩年、その後の活躍については、ロックマンXシリーズを参照。

Dr.ワイリー（Dr. Wily）
声 - 石森達幸（『パワーバトル』、『パワーファイターズ』） / 青野武（『8』、『バトル&チェイス』、『スーパーアドベンチャー』、『ロックマンロックマン』） / 緒方賢一（『ロックマン 星に願いを』） / 梅津秀行（『11』）
長所:天才科学者 / 短所:懲りない / 好き:世界征服 / 嫌い:負けを認めること
本名は「アルバート・W・ワイリー（Albert W. Wily）」。57歳。目立ちたがり屋でプライドが高い。ライト博士とはローバート工科大学時代からの旧友でもある。アメリカ出身。技術面でライトに届かず、トップが取れなかった。LITマニュアルデザインコンテスト5年連続準優勝、世界技術大賞銀賞、ノーブル物理学賞ノミネートなど、ライトに次ぐ功績を誇る。万年2位のポジションであることにプライドが許さず、突然行方不明になった後、数年後に太平洋にロボット工場を建設、世界征服を企むようになった。『ロックマンロックマン』では過激なロボット理論で学会を追放されたという設定になっている。趣味は卓球。『6』ではMr.Xなる人物に変装して登場。その気になれば弱点の無い完璧なロボットを造れるらしいのだが、資金不足のため、永久に造ることができない。自身も専用のマシン（「ワイリーマシン○号」と呼ばれる）を操って毎回ロックマンに挑んでいるが、その度に敗北している（敗北するだけではなく、『7』では激怒したロックマンに殺されかける事態に陥ったことがある。また、『W2』のラストで逃げようとした所をロックマンに撃墜されている）。
晩年の活躍については、ロックマンXシリーズを参照。『7』の後作品に当たるアーケード版2作の時点でゼロの開発は進められていたらしい。
その後、『9』にて行方不明となっている（エンディングでコンクリートマンに追いかけられている姿が見受けられる）ものの、『10』で『ロックマン＆フォルテ』と同じくDr.ライトやロックマンたちに助けを求めてくる。

Dr.コサック（Dr. Cossack）
本名は「ミハイル・セルゲイビッチ・コサック（Mikhail Sergeevich Cossack）」。ウラル大学工学部ロボット工学科卒、ストラビンスキー科学アカデミー所属の天才科学者。ロシア在住。ブレジンスキー科学賞、科学推進功労賞などを受賞。娘のカリンカをワイリーに捕らえられたことで、心ならずともロックマンと対峙するが、ロックマンとブルースによってカリンカを救い出されたことにより、ロックマンの味方となる。趣味はバレエ鑑賞。少年時代はUFOキャッチャーが得意だった（『ロックマン4』で、UFOキャッチャー型の機械にコサック自身が乗り込む）。
『4』以降には登場しないが『5』でビートを授けるなど、陰ながらロックマンに協力している。なお、PS版では誘拐されたDr.ライトに代わり、ナビモードでアドバイスをしてくれる。
『ロックマンXover』では各シリーズの悪の勢力に敗れた主人公たちの代わりに、Dr.ライトと共にOVER-1を制作する。
- 当初はDr.ヴァイスという名前だったが、稲船の「やはり音楽系の名前にしよう」ということでコサックになった。

カリンカ（Kalinka）
本名は「カリンカ・ミハイロヴナ・コサック（Kalinka Mikhailovna Cossack）」。コサックの愛娘。『4』では9歳。バレエとピアノが得意で、少しおませな性格らしい。大きなお城のお姫様を夢見ている。
PS版『4』では、囚われの身でありながらナビモードでロックマンをサポートしている。
『ロックマンXover』では14歳に成長し、ライトと父が制作したOVER-1のサポートを担当する。

### ザコキャラクター
- メットールシリーズ
- ジョーシリーズ
- シールドアタッカー

また、キャラクターではないが定番となっている仕掛け（トラップ）も存在し、例として一定の周期と順番で出現・消滅を繰り返す「出現ブロック」といったものがある。

## テーマソング
- 『ELECTRICAL COMMUNICATION』 (GANASIA)  - 『ロックマン8』、『スーパーアドベンチャーロックマン』のオープニングテーマ
- 『BRANDNEW WAY』 (GANASIA)  - 『ロックマン8』、『スーパーアドベンチャーロックマン』のエンディングテーマ
- 『風よ伝えて…』（青木佳乃） - 『ロックマン6』（PS版）、『ロックマンバトル&チェイス』のエンディングテーマ
- 『あ〜、男一代』（山本亮治） - 『ロックマンバトル&チェイス』のエンディングテーマ
- 『RM11』（福原綾香） - 『ロックマン11』のイメージソング

## コラボレーション・メディア展開など
派生シリーズ（およびそのキャラクター）については、各シリーズの該当記事を参照。

### 外部出演
- アドベンチャークイズ カプコンワールド - ワイリーが登場。
- アドベンチャークイズ カプコンワールド2 - 多数のキャラクターが敵として登場。
- カプコンクイズ ハテナ?の大冒険 - カプコンのGB作品では、『ロックマンワールド』より先にワイリーが登場している。
- クイズ殿様の野望
- MARVEL VS. CAPCOM CLASH OF SUPER HEROES - プレイヤーキャラクターとしてロックマンが、隠しプレイヤーキャラクターとしてロールが登場。ロックマンはエンディングで最終ボスの技を習得してパワーアップする演出（本編の様な特殊武器習得デモ）があり、プレイステーション版では習得版を別キャラクター扱いで実際にプレイヤーが使用できる。
- SNK VS. CAPCOM 激突カードファイターズ - 多数のキャラクターが登場している。
- MARVEL VS. CAPCOM 2 NEW AGE OF HEROES - ロックマンとロールがプレイヤーキャラクターとして登場。
- ガンスパイク - ロックマンが隠しプレイヤーキャラクターとして登場。
- ロスト プラネット エクストリーム コンディション（PS3版） - 特定条件で3Dの「大人のロックマン」が操作可能。
- タツノコ VS. CAPCOM - ロールがプレイヤーキャラクターとして登場。ロールのエンディングにロックやライト博士も登場する。
- MARVEL VS. CAPCOM 3 Fate of Two Worlds - サポートカードとしてロックマン、ロール、ワイリーが登場。
- ストリートファイター X 鉄拳 - PlayStationプラットフォームのみ、北米版パッケージイラストを元にしたキャラクター「メガマン」がプレイヤーキャラクターとして登場。
- ストリートファイター×オールカプコン - 参戦タイトルに本作があり、ロックマンを始めとしたキャラクターが登場。
- オトレンジャー - ロックマン、ロール、ブルースや敵キャラクターなどが登場。
- 大乱闘スマッシュブラザーズ for Nintendo 3DS / Wii U - ロックマンがプレイヤーキャラクターとして登場。通常ワザ・必殺ワザでシリーズ各作品に登場したボスの特殊武器を使用できる。特殊武器使用時に色は変わらないが、カラーバリエーションで特殊武器選択中のカラーリングを再現できる。また「最後の切りふだ」というシステムを発動すると、『ロックマンX』『ロックマンDASH』『ロックマンエグゼ』『流星のロックマン』それぞれのロックマンが登場する。
  - 大乱闘スマッシュブラザーズ SPECIAL - 前作に引き続き参戦。最後の切りふだにブルースとフォルテが新たに加わっている。
- スーパーロボット大戦X-Ω - 2018年1月1日～1月9日の期間限定でロックマン、ブルース、フォルテ、さらに敵として『ロックマン2』に登場したボスキャラクターが登場するイベントが行われた[29]。ロックマン、ブルース、フォルテはボイス付きで、『8』の声優陣による新規収録が行われている。
- デビルメイクライ5 - ロックバスターがネロの武器であるデビルブレイカーとして登場。
- ドラガリアロスト - 2019年11月29日～12月16日の期間限定でコラボイベント「異世界の決戦！」が開催[30]。
- ロックマンX DiVE - ロックマン、ロール、ブルースなどがプレイヤーキャラクターとして使用可能[31]。

### 映像作品など
アニメ
- がんばれロックマン 地震用心・火の用心
- ロックマン 日本上陸 - 日本文化の紹介のため、日本国外向けに制作されたもの。『ロックマン 星に願いを』『ロックマン 未来が危ない』の2作と共にでDVD化され、カプコンの通販限定で販売されていた（タイトルは『星に願いを』）、現在は絶版。
  - ロックマン 星に願いを
  - ロックマン 未来が危ない

- ロックマン USA - 1994年から1996年にかけて海外のみで『Mega Man』のタイトルで放映されていたが、2024年に日本でも『ロックマン USA』の邦題で配信された。
- Mega Man: Fully Charged

ドラマCD
- ロックマン危機一髪 - カプコンの通販限定で復刻版が発売。

### コミックス
漫画
詳細は作者名のリンク先を参照。

シリーズ各作品のコミカライズ
- 池原しげと
- 出月こーじ

オリジナルストーリー
- 有賀ヒトシ

その他
- ひのでや三吉
  - 『全員集合 ギャグって!!ロックマン!』のタイトルで『ファミ通DS+Wii』（エンターブレイン）2007年5月号から2009年10月号まで連載された。ロックマンシリーズ20周年記念作品で歴代キャラが集結した日常ギャグ漫画である。

- 河田雄志×行徒
  - 『ロックマンちゃん』と『ロックマンさん』のタイトルで『ヤングエースUP』（KADOKAWA）で2作を2021年4月2日から同時連載（カプコン監修）で、『ロックマンちゃん』が2024年6月19日にかけて、『ロックマンさん』2024年5月22日にかけて連載。「ロックマンちゃん」はキャラクターを大人と子供に見立てたギャグコメディ、「ロックマンさん」は青年の姿になったロックマンたちが不条理な社会に挑むシリアスコメディとなっている。

アメリカン・コミックス
Dreamwaveより2003年9月〜12月に刊行された（全4話）ものと、アーチー・コミックより2011年から刊行されているもの（現在も継続中）がある。

### プラモデル・フィギュアなど
プラキット
壽屋から2010年9月より展開を開始した、1/10スケールプラスチックキットモデルシリーズ。『一撃殺虫!!ホイホイさん』シリーズに次ぐキャラクター・プラキットシリーズの第二弾で、表情パーツの差し替えなど、一部の仕様が共通のものとなっている。

- ロックマン
- ロール
- ブルース

D-Arts
- ロックマン
- フォルテ

ねんどろいど
- ロックマン
- ロックマン メタルブレードVer.
- ロール ロックマン11Ver.
- エックス フルアーマー
- ロックマンエグゼ

### イベント
ロックマン大博覧会'97
1997年5月3日に、東京EBiS303にて開催。抽選により1000名が招待された。

ロックマン大大博覧会'97
1997年11月9日に、東京ドーム プリズムホールにて開催。

ロックマン20周年記念イベント
2007年11月18日に、池袋サンシャインシティ文化会館 展示ホールBにて開催。
- ロックマンヒストリーロード
- イラスト展示コーナー
- ロックマン縁日コーナー
- 記念撮影コーナー
- DS『流星のロックマン2 ベルセルク×シノビ』体験コーナー
- グッズ販売コーナー

ロックマン誕生30周年記念イベント ロックマンユナイト
2018年2月10日～3月21日に浅草花やしき、2018年2月10日～2月25日にひらかたパークにて開催された。
- リアル宝探しアトラクション「DREAM ROCKMAN ～WWW（ワールドスリー）からの挑戦状～」
- 展示コーナー
- コラボフードメニュー
- グッズ販売コーナー

ロックマンユナイトin宝探し万博2018
2018年10月13日～14日に東京都お台場エリアで開催された『宝探し万博2018』にて、上記の内「WWWからの挑戦状」とグッズ販売が出張。前者は開催会場に合わせて若干の内容変更が行われた。
ロックマンユナイトファイナル
2018年11月1日～12月16日（12月4日～7日は休園）に浅草花やしきにて開催。「WWWからの挑戦状」の再演と展示コーナーの再展示に加え、以下のイベントが実施された。
- リアル宝探しアトラクション「DREAM ROCKMAN ～ワイリーステージ 最強の罠～」
- 新コラボフードメニュー
- 新グッズ販売コーナー

ロックマン30周年記念ライブ
2018年7月7日～7月8日に、なかのZERO 大ホールにて開催。
ロックマンライブ 2020
2020年1月3日～1月4日に品川インターシティホール、1月18日にクールジャパンパーク大阪TTホールにて開催。

### その他
- ASIAGRAPH 2011年度CGアートギャラリー特別公募部門において、本シリーズをテーマとしたCG作品を募集した[39]。
- 2019年、運動具メーカーアシックスと共同でランニングシューズやＴシャツなどの商品を販売した[40]。

## 派生シリーズ
以下に記述するものは、本シリーズから新たに派生・誕生していったシリーズを、第1作が発売された順に列記したものである。これらは、本シリーズのゲームシステムをほぼそのまま継承するもの（X、ゼロ、ゼクス、Xover）と新たなアイデアやゲームシステムを取り入れて展開するもの（DASH、エグゼ、流星、アビリティ）に大別できる。各シリーズの詳細は、シリーズ名のリンク先を参照。
公式発表では、2019年3月31日時点の全シリーズの総作品数は152作、累計販売実績は3,500万本に及ぶ。
ロックマンXシリーズ
- ロックマンX
- ロックマンX2
- ロックマンX3
- ロックマンX4
- ロックマンX5
- ロックマンX6
- ロックマンX7
- ロックマンX8
- ロックマンX サイバーミッション
- ロックマンX2 ソウルイレイザー
- ロックマンX コマンドミッション
- イレギュラーハンターX
- ロックマンX アニバーサリー コレクション / ロックマンX アニバーサリー コレクション2
- ロックマンX DiVE

ロックマンDASHシリーズ
- ロックマンDASH 鋼の冒険心
- ロックマンDASH2 エピソード2 大いなる遺産
  - ロックマンDASH2 エピソード1 ロールちゃん危機一髪!

- トロンにコブン
- ロックマンDASH 5つの島の大冒険!
- ロックマンDASH3 PROJECT

ロックマンエグゼシリーズ
- バトルネットワーク ロックマンエグゼ
- バトルネットワーク ロックマンエグゼ2
- バトルネットワーク ロックマンエグゼ3
  - バトルネットワーク ロックマンエグゼ3 BLACK

- ロックマンエグゼ4
- ロックマンエグゼ4.5 リアルオペレーション
- ロックマンエグゼ5
  - ロックマンエグゼ5DS ツインリーダーズ

- ロックマンエグゼ6
- ロックマンエグゼ バトルチップGP（グランプリ）
- ロックマンエグゼ N1バトル
- ロックマンエグゼ WS
- ロックマンエグゼ トランスミッション
- ロックマンエグゼ ファントム オブ ネットワーク
- ロックマンエグゼ バトルチップスタジアム
- ロックマンエグゼ レジェンド オブ ネットワーク
- ロックマン エグゼ オペレート シューティングスター
- ロックマンエグゼ アドバンスドコレクション

ロックマンゼロシリーズ
- ロックマンゼロ
- ロックマンゼロ2
- ロックマンゼロ3
- ロックマンゼロ4
- ロックマンゼロコレクション
- ロックマン ゼロ&ゼクス ダブルヒーローコレクション

ロックマンゼクスシリーズ
- ロックマンゼクス
- ロックマンゼクス アドベント
- ロックマン ゼロ&ゼクス ダブルヒーローコレクション

流星のロックマンシリーズ
- 流星のロックマン
- 流星のロックマン 電波変換! オン・エア!
- 流星のロックマン2
- 流星のロックマン3

クロスオーバー作品
- ロックマンXover - 2012年11月29日（2015年3月31日サービス終了）　

単独作品
- ロックマンアビリティ 史上最大の試練 - 2018年に稼働したパチスロ作品

### シリーズ同士の関連性
時系列は「ロボット工学が発達した世界」と「ネットワーク工学が発達した世界」で大きく2つに分かれており、カプコンが公式に繋がりを明言しているのは、
- 『ロックマン』→（約100年後）→『ロックマンX』→（数千年後）→『ロックマンDASH』[注 15]
- 『ロックマンエグゼ』→（約200年後）→『流星のロックマン』

である。
『ゼロ』およびその数百年後の世界とされる『ゼクス』に関しては、両シリーズの製作会社インティ・クリエイツのスタッフが「自分たちの勝手な解釈」という前置きの上で、「シリーズの結末は『DASH』という考えの基でゼクスを制作している」と述べているが、公式な設定となったかは明示されていない。
上記以外では、『ロックマンXover』は全てのロックマンシリーズの世界が一つに融合した世界、『ロックマンアビリティ』はどの作品とも繋がりがない独自の世界、『ロックマンX DiVE』はシリーズ諸作をゲーム作品と認識しているメタフィクションの世界となっている。